# Friedrich van Hulsen
Friedrich van Hulsen (Middelbourg, ca. 1580 - Francfort-sur-le-Main, 1665) est un graveur néerlandais actif en Allemagne.

## Biographie
Friedrich van Hulsen est né à Middelbourg en Zélande (Provinces-Unies, les actuels Pays-Bas) vers 1580. Il est le fils du mathématicien de Gand, Levinus Hulsius.
Hulsen est l'élève de Jean Théodore de Bry, connu pour sa maîtrise de la gravure au trait, au burin, est actif en Allemagne, à Nuremberg (1590) et à Francfort-sur-le-Main, de 1602 à 1665, où il travaille dans une maison d'édition avec Matthäus Merian et Lucas Jennisius (et où a également travaillé son maître Bry). Il grave principalement des portraits et des sujets mythologiques.
Il a vécu un temps à Londres, où il a travaillé pour des libraires.
Friedrich van Hulsen est mort à Francfort-sur-le-Main en 1665

Œuvres de Friedrich van Hulsen
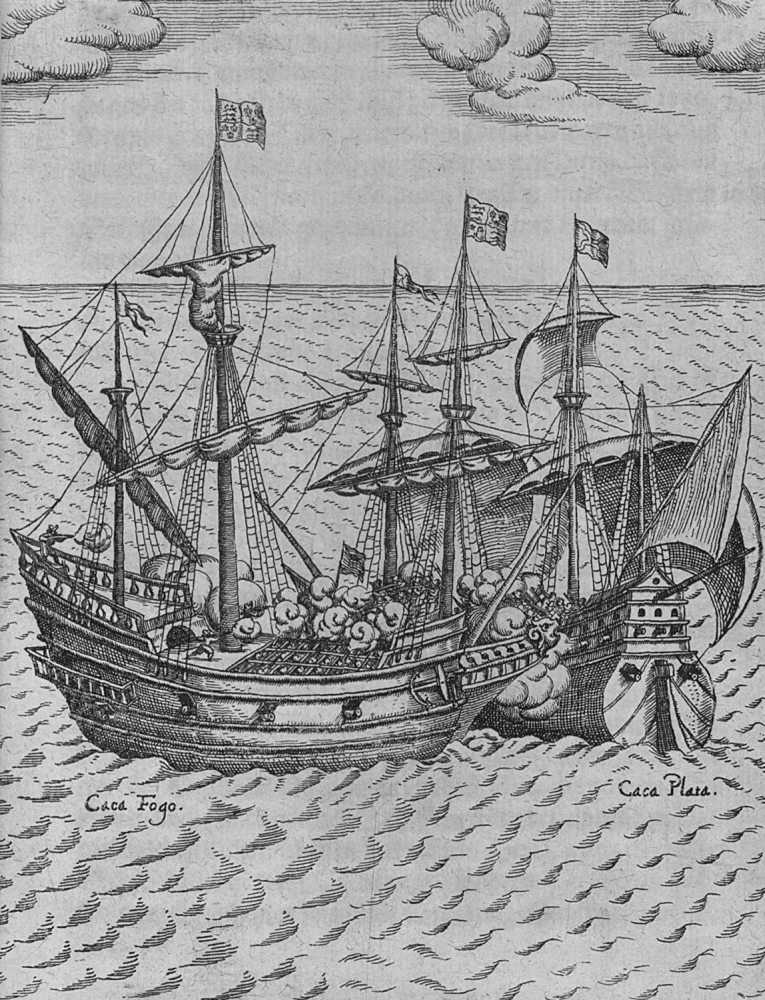
Capture du Cacafuego (1626).
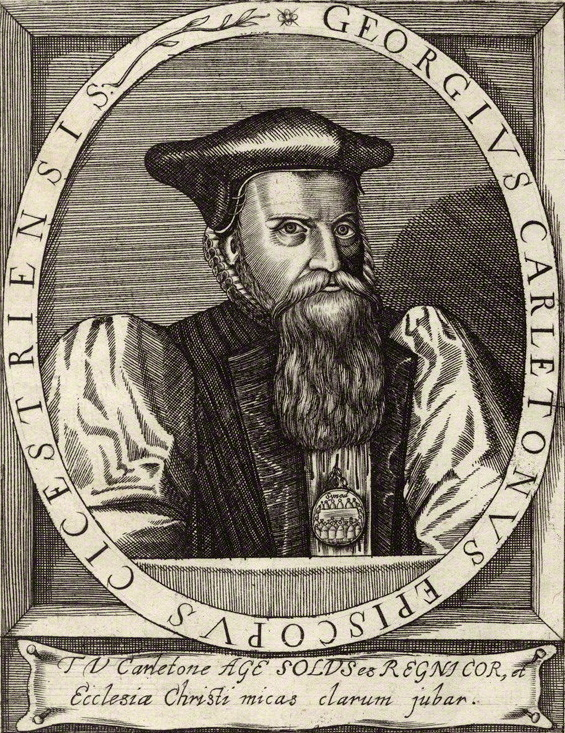
Portrait de George Carleton (1650).
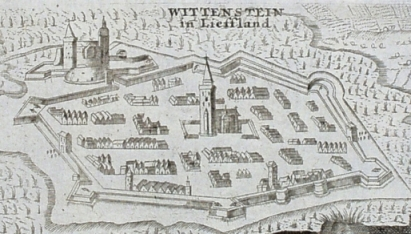
Paide et son château (avant 1632, pour une publication de son père, Levinus Hulsius).
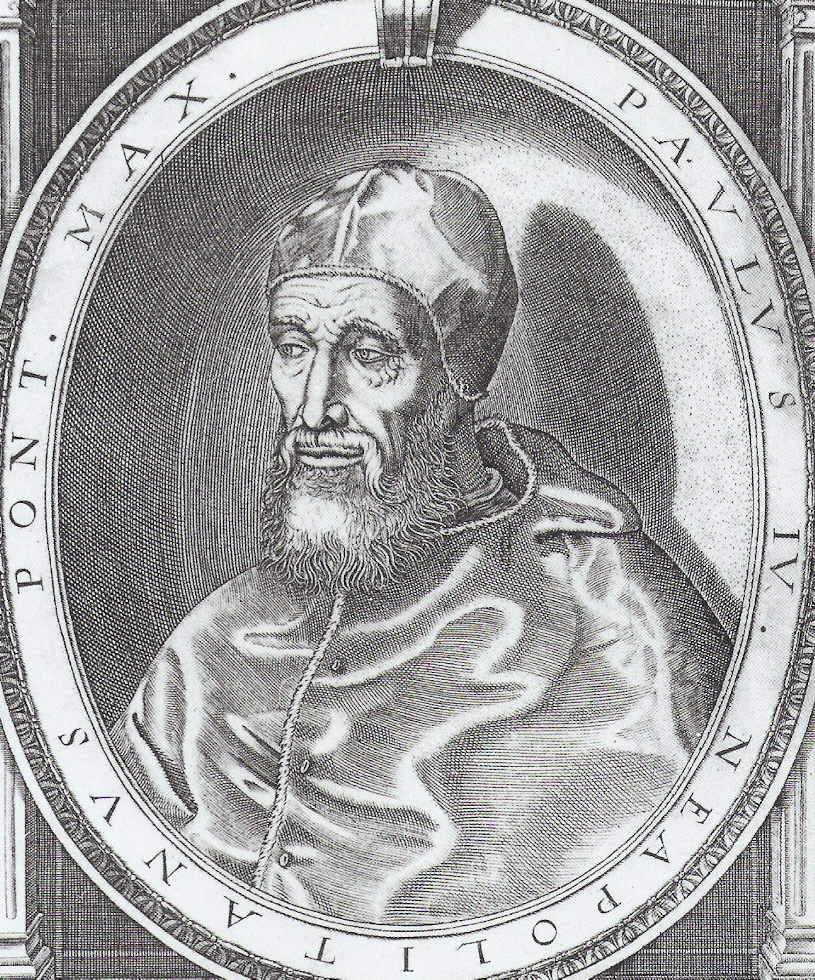
Portrait de Paul IV (n. d.).